# Chordodes insidiator
Chordodes insidiator är en tagelmaskart som beskrevs av Lorenzo Camerano 1899. Chordodes insidiator ingår i släktet Chordodes och familjen Chordodidae. Inga underarter finns listade i Catalogue of Life.